# Real Sociedade Geográfica Escocesa
A Real Sociedade Geográfica Escocesa (RSGE; originalmente Royal Scottish Geographical Society) é uma sociedade científica e de caridade educacional fundada em 1884 e sediada em Perth. A Sociedade tem uma adesão de 2500 membros e tem como objetivo promover a ciência da geografia mundial pela educação de apoio, pesquisa, expedições, através de sua revista (Scottish Geographical Journal), seu boletim informativo (The Geographer) e outras publicações.
A Sociedade opera treze centros regionais em toda a Escócia, que são o foco de um programa de alto nível de cerca de uma centena de palestras ilustradas por ano, ou seja, em Aberdeen, Ayr, Dumfries, Dundee, Dunfermline, Edimburgo, Scottish Borders, Glasgow, Inverness, Kirkcaldy, Perth e Stirling. Com base na sua experiência e biblioteca, a Sociedade também oferece um serviço destinado a responder a questões geográficas sobre Escócia e além.

## História

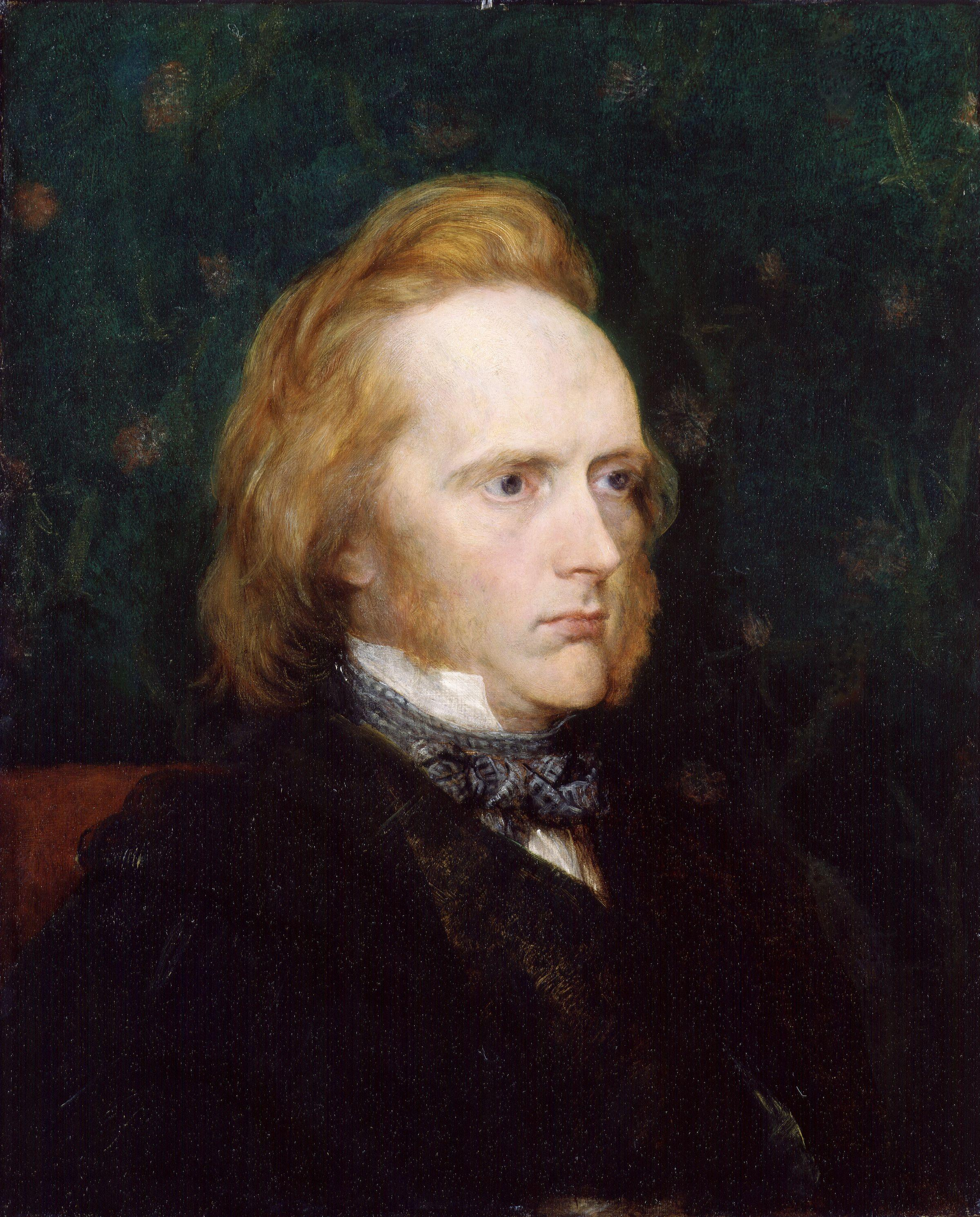
George Campbell, 8º Duque de Argyll

O autor da ideia de uma sociedade nacional de geografia na Escócia foi John George Bartholomew, da companhia Bartholomew que fazia mapas, em Edimburgo. Bartolomeu sentiu que havia uma baixa qualidade do mapa artesanal na Grã-Bretanha e uma falta de sociedades geográficas, em comparação com o resto da Europa, e começaram a investigar a situação em outros países, especialmente na Alemanha. Como resultado desse trabalho começou no estabelecimento de uma sociedade geográfica para a Escócia.
Naquela época Edimburgo foi o foco da geografia na Escócia, com uma comunidade científica ativa e animada dentro das sementes de uma abordagem mais equilibrada e científica à geografia que emergiria. No entanto, dentro de um ano de sua fundação, a Sociedade Geográfica Escocesa estabeleceu filiais em Dundee, Aberdeen e Glasgow para atender o forte interesse local e participação ativa em seu trabalho.